# Eriocaulon stenophyllum
Eriocaulon stenophyllum là một loài thực vật có hoa trong họ Eriocaulaceae. Loài này được R.E.Fr. mô tả khoa học đầu tiên năm 1916.